# Нагорское (Тверская область)
Нагорское — деревня в Калязинском районе Тверской области. Входит в состав Нерльского сельского поселения.

## География
Деревня расположена в 18 км на юг от центра поселения села Нерль и в 42 км на юг от райцентра города Калязина близ автодороги 28К-0579 Сергиев Посад — Череповец.

## История
В конце XIX — начале XX века деревня являлась центром Нагорской волости Калязинского уезда Тверской губернии. 
С 1929 года деревня являлась центром Нагорского сельсовета Нерльского района Кимрского округа Московской области, с 1935 года — в составе Калининской области, с 1956 года в составе — Калязинского района, с 1994 года — в составе Яринского сельского округа, с 2005 года — в составе Нерльского сельского поселения.

## Население
| 1859 | 1888 | 2002 | 2010 |
| ---- | ---- | ---- | ---- |
| 376  | ↗386 | ↘44  | ↘35  |

## Известные люди
В деревне родился участник Великой Отечественной войны Герой Советского Союза Иван Дмитриевич Шляков (1920-1945) (установлена мемориальная доска).